# 京山幸枝

京山幸枝の定紋「丸に釘抜き」

京山 幸枝（きょうやま こうし）は、浪曲の名跡。

## 初代
初代京山幸枝（1897年 - 1950年9月5日）本名、桑原実。
和歌山県有田市の生まれ、早くに両親を亡くし伯父の世話になり、9歳の時に伯父の知人の紹介で初代京山幸玉の弟子になる。
1920年頃に真打の看板を上げる。江州音頭の「アンガラ節」に独自の美声の節を取り入れた「幸枝節」で大正の初めに「会津の小鉄」がヒットをする。岐阜巡業中に倒れる。
弟子には初代京山幸枝若、幸枝司、2代目京山幸玉、2代目幸城、中山礼子、樋口行穂（河内音頭の曲師）ほか。

## 2代目
二代目京山幸枝（1911年3月14日 - 2001年5月13日）本名、細川茂男。
兵庫県三原郡の生まれ、1934年に初代に入門し京山幸水を名乗る。翌年に徳島県南海座で初舞台。1937年に京山幸枝丸に改名。一座の座長として地方を巡業。戦時中に師匠・初代の実の娘と結婚。1951年に1周忌を記念に2代目幸枝を襲名。1975年から1977年まで浪曲親友協会会長。晩年は高齢で舞台の数も減らしネタ台本の書いたり弟子の稽古に専念した。
主な受賞には1971年に大阪府教育功労章受章、1980年に芸団協功労賞、1983年に日本赤十字社功労賞を受賞、1986年に勲五等双光旭日章。
弟子には2代目幸水、幸福、幸梅、幸造、幸竜など。